# Jim Sharman
James David Sharman, känd som Jim Sharman, född 12 mars 1945 i Sydney, är en australisk teaterregissör. Han är mest känd för att ha regisserat kultfilmen The Rocky Horror Picture Show 1975 men är framförallt en framstående teaterregissör.

## Biografi
Jim Sharman utexaminerades från National Institute of Dramatic Art i Sydney 1966 men hade debuterat som regissör av experimentteater på The Old Tote Theatre i Kensington i New South Wales redan som 19-åring. 1969 regisserade han Wolfgang Amadeus Mozarts opera Don Giovanni för Opera Australia i Sydney och samma år utsågs han att regissera den australiska premiären av Broadway-musikalen Hair i Sydney, vilket följdes upp av produktionerna i Melbourne, Tokyo och Boston. 1972 fick han möjlighet att sätta upp urpremiären av Andrew Lloyd Webbers och Tim Rices Jesus Christ Superstar i West End i London där han 1973 även regisserade urpremiären av The Rocky Horror Show på Royal Court Theatre. 1975 valde han att ge upp musikalkarriären och återvända till Australien där han bland annat inledde ett samarbete med nobelpristagaren Patrick White. 1982 grundade han Lighthouse Theatre i Adelaide som varit specialiserad på nyskapande uppsättningar av klassiker. Men han har även fortsatt regissera nyskriven australisk dramatik tillsammans med internationella dramatiker som Harold Pinter, Jean Genet och Federico Garcia Lorca.